# Wladimir Wladimirowitsch Lobanow
Wladimir Wladimirowitsch Lobanow (russisch Владимир Владимирович Лобанов; * 26. Dezember 1953 in Moskau; † 29. August 2007 ebenda) war ein Eisschnellläufer, der für die Sowjetunion antrat.
Lobanows größter internationaler Erfolg war der Gewinn der Bronzemedaille bei den Olympischen Winterspielen 1980 in Lake Placid über 1000 Meter. Über 1500 Meter belegte er an gleicher Stelle den achten Platz. In den Jahren davor, konnte er einige Podestplatzierungen bei Mehrkampfmeisterschaften erreichen. Bei der Mehrkampfweltmeisterschaft 1978 wurde er Dritter über 500 Meter, ein Jahr später ebenfalls Dritter über 1500 Meter. Bei Europameisterschaften belegte Lobanow über 500 Meter 1977 den dritten Rang, 1978 und 1979 wurde er jeweils Zweiter. Ebenfalls auf Rang zwei beendete er 1979 das Rennen über 1500 Meter. Des Weiteren gewann Lobanow die sowjetischen Mehrkampfmeisterschaften 1979 sowie die nationalen Sprintmeisterschaften 1978 und 1981.

## Persönliche Bestzeiten
| Strecke  | Zeit         | Datum             | Ort    |
| -------- | ------------ | ----------------- | ------ |
| 500 m    | 37,50 s      | 25. März 1980     | Almaty |
| 1000 m   | 1:13,70 min  | 24. Dezember 1982 | Almaty |
| 1500 m   | 1:53,80 min  | 25. Dezember 1976 | Almaty |
| 3000 m   | 4:05,20 min  | 25. März 1980     | Almaty |
| 5000 m   | 7:02,70 min  | 19. März 1977     | Almaty |
| 10.000 m | 15:12,20 min | 25. Dezember 1976 | Almaty |